# Infinity Within
Az Infinity Within a Deee-Lite második nagylemeze. 1992. június 23-án jelent meg. Az albumról az első kimásolt kislemez a Runaway című kislemez, mely a Billboard dance listájára is felkerült. Az album az előző World Clique című albumot szerette volna túlszárnyalni.

## Kislemez megjelenések
A második albumról három kislemezt másoltak ki. Az első a Runaway című dal maxi CD-n, maxi bakelit lemezen, és kazettán jelent meg 1992 májusában, az album debütálása előtt három héttel. A dal felkerült a Billboard Dance listájára, így ezzel elérte az 1. helyezést a listán. A kereskedelmi forgalomban megjelent kislemez a Rubber Lover című dallal párosult. Az albumról kimásolt Runaway című dalból készült csupán videóklip.
A második kislemez a Thank You Everyday című dal volt, mely 1992 szeptemberében jelent meg, majd a Pussycat Meow című dal is megjelent maxi CD, és 12 inches bakelit lemez formátumban is. Ez a dal a Billboard lista 26. helyéig jutott. A kislemezen még található volt még egy dal az I Had a Dream I Was Falling Through a Hole in the Ozone Layer című. Összességében elmondható, hogy a második albummal nem tudták túlszárnyalni a debütáló album sikereit.

## Slágerlista helyezések
| Slágerlista (1992) | Legnagyobb helyezés |
| ------------------ | ------------------- |
| UK Albums Chart    | 37                  |
| U.S. Billboard 200 | 67                  |

## Közreműködők
A Deee-Lite tagjai:
- Lady Miss Kier: Vokál, Háttérvokál
- Super DJ Dimitri Brill: Dob, Gitár, Zongora, Dobprogramok, Basszus
- Towa Tei: Basszusgitár, Dobprogramok, Loopok

További közreműködők
- Bootsy Collins: Basszusgitár, Gitár, Ének, Háttérének
- Phelps "Catfish" Collins: Gitár
- Gary "Mudbone" Cooper: Vokál, Háttérvokál
- Robyn Lobe:
- Danny Madden: Vokál, Háttérvokál
- Misha Masud: Tabla
- Sahirah Moore: Vokál, Háttérvokál
- Zhana Saunders: Vokál, Háttérvokál
- Sheila Slappy: Vokál, Háttérvokál
- Satoshi Tomiie: Zongora, Programok
- Bernie Worrell: Szintetizátor, Zongora

Vendégelőadók
- Arrested Development: Ének
- Michael Franti: Ének
- Jamal-Ski: Ének
- Maceo Parker
- Fred Wesley

## Az album dalai
Az összes dal szerzője Deee-Lite. 
|     | Cím                                                                | Hossz |
| --- | ------------------------------------------------------------------ | ----- |
| 1.  | I.F.O. (Identified Flying Object) (featuring Arrested Development) | 2:55  |
| 2.  | Runaway                                                            | 3:54  |
| 3.  | Heart Be Still                                                     | 4:11  |
| 4.  | I Won't Give Up                                                    | 4:25  |
| 5.  | Vote, Baby, Vote                                                   | 0:33  |
| 6.  | Two Clouds above Nine (featuring Jamal-ski)                        | 5:09  |
| 7.  | Electric Shock                                                     | 4:49  |
| 8.  | I Had a Dream I Was Falling through A Hole in the Ozone Layer      | 5:39  |
| 9.  | Fuddy Duddy Judge (featuring Michael Franti)                       | 4:37  |
| 10. | Pussycat Meow                                                      | 3:50  |
| 11. | Thank You Everyday                                                 | 6:22  |
| 12. | Rubber Lover                                                       | 3:59  |
| 13. | Come on in, the Dreams Are Fine (featuring Arrested Development)   | 5:10  |
| 14. | Love is Everything (bonus track)                                   | 5:27  |